# Zaza Rewiszwili
Zaza Rewiszwili (gruz. ზაზა რევიშვილი, ros. Заза Ревишвили, ur. 23 września 1968 w Tbilisi) – radziecki i gruziński piłkarz występujący na pozycji pomocnika, reprezentant Gruzji w latach 1994–1996.

## Kariera klubowa
Grę w piłkę nożną rozpoczął w 1975 roku w juniorach Dinamo Tbilisi. W sezonie 1985, w wieku 16 lat, włączono go do kadry pierwszego zespołu występującego w Wyższej Lidze ZSRR. We wrześniu 1987 roku zadebiutował w europejskich pucharach w spotkaniu z Łokomotiwem Sofia (1:3) w Pucharze UEFA 1987/88. Po rozpadzie Związku Radzieckiego kontynuował grę w barwach Dinamo (wówczas jako Iberia Tbilisi) w gruzińskiej Umaglesi Lidze, zdobywając 3 tytuły mistrzowskie (1990, 1991, 1991/92) oraz Puchar Gruzji (1991/92). Przed sezonem 1992/93, wraz z kolegą klubowym z Iberii Gią Dżiszkarianim, przeniósł się do GKS Katowice. 15 sierpnia 1992 zadebiutował w I lidze w przegranym 1:3 meczu z Lechem Poznań i rozpoczął od tego momentu regularne występy. W barwach GKS wywalczył Puchar Polski 1992/93 (5 spotkań) i zagrał w Pucharze UEFA 1992/93 (2 spotkania). Wiosną 1993 roku powrócił do Dinama Tbilisi, z którym w latach 1993–1995 zdobył 3 tytuły mistrza kraju i trzykrotnie Puchar Gruzji. 
Na początku 1995 roku podpisał on umowę ze Spartakiem-Ałaniją Władykaukaz, prowadzonym przez Walerija Gazzajewa. 1 kwietnia 1995 zadebiutował w Wysszajej Lidze w meczu przeciwko Tiekstilszczikowi Kamyszyn (2:0). Wkrótce po tym zachorował na wirusowe zapalenie wątroby, wskutek czego większość sezonu 1995, zakończonego zdobyciem mistrzostwa Rosji, spędził na rekonwalescencji. Z nadejściem kolejnego sezonu rozpoczął grę w podstawowym składzie. Z powodu przewlekłego urazu mięśni uda klub nie przedłużył z nim wygasającego z końcem 1996 roku kontraktu. Po odejściu ze Spartaka-Ałaniji, w wyniku powikłań po przebytych kontuzjach, zmuszony był zawiesić karierę na okres niespełna roku. Jesienią 1997 roku odbył testy w Austrii Salburg, podczas których doznał poważnego urazu. Władze klubu podpisały z nim kontrakt amatorski, by umożliwić mu powrót do pełnej sprawności w drużynie rezerw Austrii. Przed sezonem 1998/99 został zawodnikiem belgijskiego zespołu RWD Molenbeek, dla którego rozegrał 9 spotkań w Tweede Klasse. Od lipca 1999 roku występował w półamatorskich klubach z niższych lig austriackich. W 2006 roku zakończył karierę zawodniczą.

## Kariera reprezentacyjna
W drugiej połowie lat 80. XX wieku występował w młodzieżowych reprezentacjach Związku Radzieckiego, łącznie zaliczając 27 spotkań. W 1985 roku wywalczył złoty medal Mistrzostw Europy U-16, rozegranych na Węgrzech. W latach 1988–1990 grał w kadrze Związku Radzieckiego U-21, z którą wziął udział w fazie kwalifikacyjnej Mistrzostw Europy U-21 1990.
27 maja 1990 zadebiutował w seniorskiej reprezentacji Gruzji w nieuznawanym przez FIFA meczu przeciwko Litwie (de facto była to drużyna Žalgirisu Wilno), zakończonym wynikiem 2:2. 8 lutego 1994 zanotował oficjalny debiut w przegranym 0:1 towarzyskim spotkaniu ze Słowenią w Ta' Qali. Łącznie w latach 1994–1996 rozegrał on w drużynie narodowej 11 meczów, nie zdobył żadnej bramki.

## Życie prywatne
Jego ojciec zginął w 1992 roku w wyniku konfliktu zbrojnego w Abchazji. Jest kuzynem Murtaza Szelii, który jest ojcem chrzestnym jego syna.

## Sukcesy
ZSRR U-16
- mistrzostwo Europy: 1985

Iberia (Dinamo) Tbilisi
- mistrzostwo Gruzji: 1990, 1991, 1991/92, 1992/93, 1993/94, 1994/95
- Puchar Gruzji: 1991/92, 1992/93, 1993/94, 1994/95

GKS Katowice
- Puchar Polski: 1992/93

Spartak-Ałanija Władykaukaz
- mistrzostwo Rosji: 1995